# Andreas Dreher
Andreas Dreher (* 4. Juni 1872 in Öpfingen; † 2. Februar 1953 in Stuttgart) war ein deutscher Politiker (SPD) und ehemaliger Abgeordneter der verfassungsgebenden Versammlung des Landtags des freien Volksstaates Württemberg.
Andreas Dreher war der Sohn eines Zimmermanns und arbeitete nach dem Abschluss der Volksschule als Transportarbeiter und Packer. Er war gewerkschaftlich engagiert und 1907 bis 1911 Vorstandsmitglied und 1911–1920 Vorsitzender der Filiale des Transportarbeiterverbands in Stuttgart. Zwischen Januar 1907 und 1920 war er auch hauptamtlicher Geschäftsführer des Transportarbeiterverbands in Stuttgart.
Nach der Novemberrevolution war er November 1918 bis Mai 1919 Mitglied des Vollzugsausschusses des Arbeiterrats Groß-Stuttgart und des Landesausschusses der Arbeiterräte Württembergs. 1919 wurde er für die SPD in die verfassungsgebende Versammlung gewählt.
1920 bis Mai 1925 arbeitete Andreas Dreher als Bezirksleiter des Transportarbeiterverbands und später des Verkehrsbunds für Württemberg mit Sitz in Stuttgart. Juni 1925 bis 1933 war er Bezirksparteisekretär der SPD für Württemberg-Hohenzollern mit Sitz in Stuttgart.
Mit der Machtergreifung der Nationalsozialisten war eine Fortsetzung der gewerkschaftlichen und politischen Arbeit nicht mehr möglich.

## Ehrungen
Nach 1945 war Andreas Dreher führend am Wiederaufbau der Arbeiterwohlfahrt in Württemberg beteiligt, der er 1927 bis 1933 bereits angehört hatte. Er wurde zum Ehrenvorsitzenden des Landesverbands Württemberg der Arbeiterwohlfahrt
1952 wurde Andreas Dreher mit dem Bundesverdienstkreuz (Steckkreuz) geehrt.